# Monnow híd
A Monnow híd a walesi Monmouthban íveli át az azonos nevű folyót. Egyike annak a két nagy-britanniai középkori hídnak, amelyeknek a kapuháza is fennmaradt. Napjainkban gyalogoshíd, és I. kategóriás  brit műemléknek (British Listed Building) számít.

## A 13. és 14. századi híd és kapu
A jelenlegi hidat a 13. század végén építették. Építésének idejét hagyományosan 1272-re teszik, bár ennek semmiféle írásos bizonyítéka nincs. Egy korábbi fahíd helyén épült meg. Az 1988-as árvízvédelmi munkálatok során feltárták egy fahíd maradványait a mai híd alatt és azokat dendrokronológiai vizsgálatoknak alávetve, arra a következtetésre jutottak, hogy a felhasznált fát 1123 és 1169 között termelték ki. Egyes szerzők szerint a híd és a közeli St Thomas the Martyr-templom tűz áldozata lett az 1233-as monmouthi ütközetben, amelyet III. Henrik angol király csapatai vívtak Richard Marshal, Pembroke earljlnek seregei ellen.
A kőhidat régi vöröshomokkőből építették. A három íve hatszögű pilléreken nyugszik, amelyek csúcsos hullámtörőkként vannak kialakítva. A hídkapu – neve Monnow Gate – adja meg a híd látványos arculatát. Valószínűleg a 13. század végén vagy a 14. század elején építették fel, nem sokkal a híd megépítése után. 1297-ben I. Eduárd angol király, Henrik, Lancaster earljének kérésére építkezési adót vetett ki Monmouth javára. Ez hozzásegítette a város lakosságát, hogy megépítsék a település védműveit. 1315-re ez a munka még mindig nem fejeződött be vagy sürgős javításokra szorult, így az adót június 1-jén megújították. A híd ebben az időben valószínűleg keskenyebb lehetett és a közlekedés a hullórostélyos kapun keresztül zajlott le, ennek nyomai láthatók a híd felületén. A kiemelkedő lőréseket később, ismeretlen időpontban építették meg, valószínűleg még a 14. században.
Egy helyi történész, Keith Kissack szerint a hídkapu hatástalan volt védelmi szempontból, hiszen a Monnow folyón nem messze gyalogosan is át lehetett kelni. Ennek ellenére mégis szerepe volt az anglo-normann lakosság védelmében a velsziek támadásai ellen és ugyanakkor szerepe volt a piacra látogatók megadózásában, hiszen akadály volt a városba vezető úton. Az adószedési jogot 1297-ben és 1315-ben is engedélyezték.

## Későbbi munkálatok
Sem a várost, sem várát nem támadták meg Owain Glyndŵr felkelése során, ellentétben a szomszédos Abergavennyvel és Grosmonttal, amelyeket felégettek a lázadók, viszont szenvedett a környékbeli pusztítások miatt. Két évszázaddal később, az angol polgárháború idején a város többször is gazdát cserélt. 1645-ben a híd volt a helyszíne a királypártiak és a parlamentáriusok egyik összecsapásának. 1705-ben a hídkapu jelentős javításokra sorult. Az egykori lőréses oromzatot vastag falakra cserélték és az építményt kétszintes lakóházzá bővítették favázas toldásokkal, amelyek a folyó fölé nyúltak be. Az így létrejött házat a kapuőrnek adták bérbe, aki egyben a fenntartási munkákért is felelt. Egy része tömlöcként szolgált. Úgy a hidat mint a kaput 1771 és 1775 között átfogóan felújították. A hídkapu lakásait véglegesen 1804-ben hagyták el.
A favázas toldásokat 1815-ben bontották el, majd 1819-ben egy gyalogos utat alakítottak ki a folyásiránnyal ellentétes oldalán, a forgalom enyhítése érdekében. 1830 előtt a hídkaput a Monmouth Corporation birtokolta, majd formálisan a Beaufort hercegek tulajdonába került át. Tetőszerkezetét 1832-ben építették újjá, meredekebb ereszekkel és négy dekoratív gyámkővel. 1845-ben a kapu másik, folyásiránnyal megegyező oldalán is vágtak egy kaput. Ezt követően az állagmegóvási és általános javítási munkálatokon kívül nem végeztek rajta módosításokat. 1900-ban a híd a Monmouthshire-i tanács tulajdonába került át, erről egy bronztábla emlékezik meg a hídkapu falán.
A 19. századig a hídkapu „csatározások” helyszíne volt Monmouth két városrészének (Monmouth és Overmonnow) rivális „bandái” között. Az eseményre minden esztendő május 1-jén és 29-én került sor és a fiatalok seprűkkel és kövekkel estek egymásnak. A verekedéseket 1858-ban tiltották be.
1889 és 1902 között jelentős állagmegóvási munkálatokat végeztek a hídon, többek között acélrudakkal megerősítették a kaput. 1892-ben hozzáláttak a híd íveinek felújításához, mert azt tapasztalták, hogy a folyómeder eróziója jelentősen meggyengítette a pilléreket. Az utolsó fázisban, az 1890-es évek közepétől egészen 1897-ig felszerelték az esővíz elvezető csatornákat. 1893-ban szerelték fel az első lámpákat a hídra. Az 1920-as években szerelték be a villamos világítást. A lámpákat az 1960-as években leszerelték, majd 1991-ben a híd díszkivilágítást kapott.
A 20. században, a hídon áthaladó, egyre csak növekvő forgalom és a velejáró balesetek számának növekedése miatt felvetődött egy korszerű híd megépítése. Az építményt 1923-ban ismerték el műemléknek és nagyjából ebből az időszakból származnak az új híd megépítésére vonatkozó javaslatok is. Az 1965-66-ban megépült A40-es főút részlegesen tehermentesítette a várost az áthaladó forgalom alól. Az 1981-es új városrendezési tervben már szerepelt egy új híd megépítése. 1982. május 18-án egy emeletes busz súlyos balesetet szenvedett a hídon, amelyet azonnal le kellett zárni. A helyreállítási munkálatok egy hónapig tartottak. 1999-ben az Ove Arup and Partners cég egy megvalósíthatósági tanulmányt is készített egy lehetséges új hídról, de a tervből semmi sem valósult meg. Mindezek ellenére azonban 2004-ben végre megépült az új híd a Monnow fölött, s ennek köszönhetően a régit lezárták a közúti forgalom előtt. Az ezredforduló emlékére a városi tanács egy kerámia mozaikot építtetett a híd feljárójánál. A 40 kerámialapon a település több mint kétezer éves történetének fontosabb eseményei vannak feltüntetve.

## Fordítás
- Ez a szócikk részben vagy egészben  a   Monnow Bridge című angol Wikipédia-szócikk ezen változatának fordításán alapul.  Az eredeti cikk szerkesztőit annak laptörténete sorolja fel. Ez a jelzés csupán a megfogalmazás eredetét és a szerzői jogokat jelzi, nem szolgál a cikkben szereplő információk forrásmegjelöléseként.